# Plouédern
Plouédern (en bretó Plouedern) és un municipi francès, situat a la regió de Bretanya, al departament de Finisterre. L'any 2006 tenia 2.672 habitants.

## Demografia
| 1962                                       | 1968  | 1975  | 1982  | 1990  | 1999  |
| ------------------------------------------ | ----- | ----- | ----- | ----- | ----- |
| 1.648                                      | 1.814 | 2.252 | 2.586 | 2.537 | 2.558 |
| Des de 1962: població sense dobles comptes |       |       |       |       |       |

## Administració
| Període   | Identitat       | Partit        |
| --------- | --------------- | ------------- |
| 1971-1995 | Anne-Marie Favé | Divers droite |
| 1995-2001 | Aimé Simon      | Divers gauche |
| 2001-     | Jacques Refloch | PS            |